# Conceição da Aparecida
Conceição da Aparecida is een gemeente in de Braziliaanse deelstaat Minas Gerais. De gemeente telt 10.771 inwoners (schatting 2009).

## Aangrenzende gemeenten
De gemeente grenst aan Alterosa, Carmo do Rio Claro en Nova Resende.